# Carlo Felice Trossi
Carlo Felice Trossi (ur. 27 kwietnia 1908 w Bielli, zm. 9 maja 1949 w Mediolanie) – włoski kierowca wyścigowy.

## Kariera
W swojej karierze wyścigowej Trossi poświęcił się startom w wyścigach Grand Prix. W latach 1936–1938 Włoch był klasyfikowany w Mistrzostwach Europy AIACR. W pierwszym sezonie startów z dorobkiem 23 punktów uplasował się na siódmej pozycji w klasyfikacji generalnej. Rok później był siedemnasty. W sezonie 1938 został sklasyfikowany na 36. miejscu w końcowej klasyfikacji kierowców.
Trossi startował także w cyklu wyścigów AAA Championship Car w 1936 roku. Pojawiał się również w stawce Mistrzostwa Europy w Wyścigach Górskich, gdzie zdobył tytuł mistrzowski w 1933 roku.